# Leistungsgemeinschaft deutscher Ordenhersteller
De Leistungsgemeinschaft deutscher Ordenhersteller (LDO, Vereniging van Duitse Medaillefabrikanten), gevestigd in Hagen, bestond van 1941 tot 1945 in nazi-Duitsland.
De distributie van medailles, de toewijzing van grondstoffen en de uniforme kwaliteit van de producten werden door LDO georganiseerd voor de producenten van militaire eretekens, onderscheidingen en medailles die onder de Leistungsgemeinschaft vielen.
De LDO gebruikte een eigen systeem van codes op haar producten. Alle ledenbedrijven kregen twee getallen toegewezen: een leveringsnummer van de Reichskanzlei en een LDO-nummer, die alleen op militaire insignes werden toegepast en niet mogen worden verward met de codes van de Reichszeugmeisterei (RZM) of de Duitse militaire economie. Het bedrijf Ferdinand Hoffstätter, met leveringsnummer 8, was één van de bekendste leden. Wel trad de RZM doorgaans op als opdrachtgevende en toezichthoudende instantie.